# Infantería de línea
La infantería de línea fue el nombre que recibieron las tropas básicas de infantería europea del siglo XVIII.

## Características

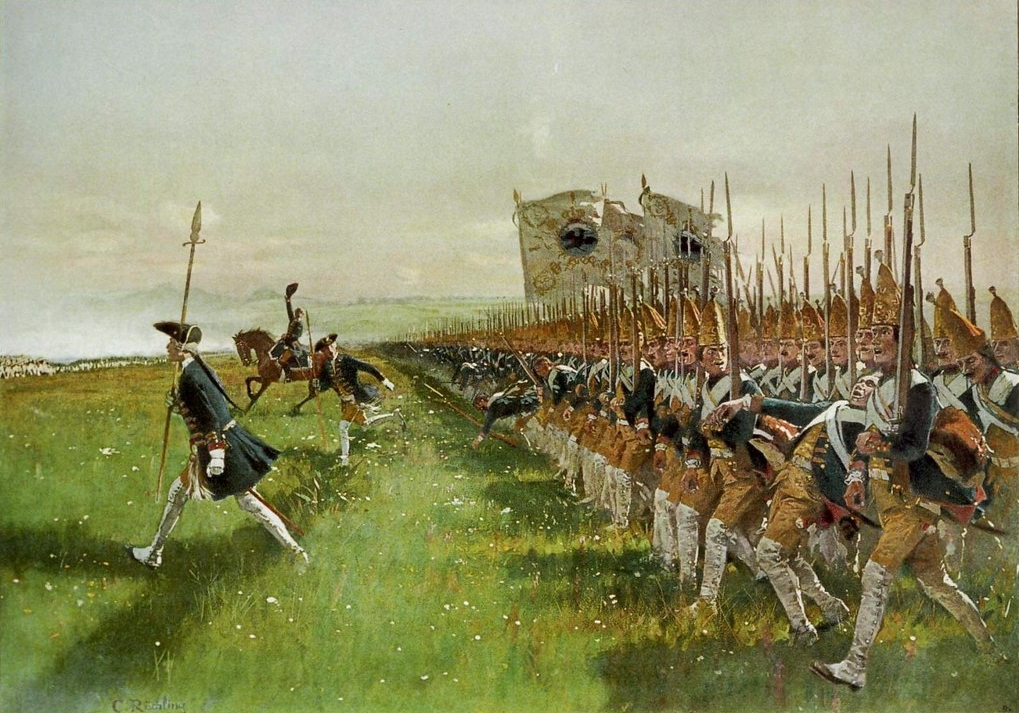
Infantería de línea de Prusia atacando con mosquetes durante la Batalla de Hohenfriedbergo en 1745

Estaban armadas con mosquetes de ánima lisa y avancarga, poco precisos y solo efectivos en inmensas salvas coordinadas disparadas a unos 50 metros de distancia. Las formaciones estaban formadas por entre 2 y 5 filas que avanzaban en formación cerrada (aunque solo abrían fuego las dos primeras filas simultáneamente colocándose la primera fila de rodillas o disparando la segunda por encima del hombro de sus compañeros). Viendo que se tardaba entre 15 (los soldados más entrenados y disciplinados) y 20 segundos en recargar, en general solo se solían disparar dos o tres salvas hasta que se calaban bayonetas y se combatía cuerpo a cuerpo, tras una carga de infantería. De todas formas, esta infantería fue avanzando con el paso del tiempo, a algunos se les dieron granadas y formaron los regimientos de granaderos, capaces de sembrar el terror en el campo de batalla con sus granadas. Además había compañías de mosqueteros y cazadores.
También evolucionaron con sus armas, y se adaptaron bien a los mosquetes estriados, muchos más precisos, las cámaras de recarga, que permitían disparar varias balas sin recargar, y la retrocarga para que la boca siempre apunte al enemigo, no a la cara. Adoptaron nuevas tácticas de combate, abandonándose la guerra en hileras en favor de los combates en pequeños grupos, como las formaciones en cuadro, que acabaron por dejar completamente obsoleta la lucha cuerpo a cuerpo, la división en pequeños pelotones de dos o tres soldados, permitiendo concentrar el fuego en un mismo punto.

## Organización
Su organización primaria se basaba en regimientos de infantería, dirigidos por un coronel que era quién creaba el regimiento con su propio dinero y lo ponía al servicio del gobierno —a cambio de una cierta cantidad de dinero al mes—, aunque antes, el militar en cuestión debía recibir el permiso de la corona y haber alcanzado el cargo. Esto le daba al coronel mucho poder en su tropa, que elegía el armamento que llevaban, y su uniforme, aunque la base de este fuese el marcado por el gobierno. También elegía a la oficialidad entre sus familiares y amigos. Todo esto hacía que los altos cargos del ejército de un país en cuestión estuvieran siempre dentro de un grupo casi cerrado, además, cuando el coronel fallecía, el regimiento lo heredaba un hijo que tuviera ya el grado de coronel u otro coronel previamente designado por el difunto, y tras varios regimientos a tu servicio, ascenso. Esto estuvo así hasta mediados del siglo XVIII (1760, para ser más exactos), cuando los gobiernos se hacen con el control de sus propios regimientos de infantería.
- Datos: Q595732
- Multimedia: Line infantry / Q595732